# Rémy Cointreau
Rémy Cointreau is een Frans beursgenoteerd bedrijf dat in 1991 is ontstaan door de fusie van Rémy Martin en Cointreau. De bedrijfsgeschiedenis van de voorlopers gaat terug tot 1724.

## Activiteiten
Rémy Cointreau is een relatief kleine producent van sterkedrank. Het heeft een omzet van ruim 1 miljard euro op jaarbasis, maar het levert vooral cognac in het dure segment van de markt. Het bedrijf richt zich op klanten die meer dan US$ 50 per fles willen en kunnen betalen. De verkoop van cognac maakt zo'n 75% van de totale omzet uit. Het bedrijf is wereldwijd actief, en alle drie regio’s, Noord- en Zuid-Amerika, Azië, en Europa, Midden-Oosten en Afrika, vertegenwoordigen ongeveer een derde van de totale omzet.

### Producten
- Rémy Martin (cognac)
- Cointreau (likeur)
- Izarra (likeur)
- Metaxa (brandewijn)
- Passoã (likeur, verkocht aan Lucas Bols)

De aandelen zijn beursgenoteerd en de free float was 41% per 30 maart 2022. Veel aandelen zijn nog in vaste handen, waardoor het stemrecht van de free float aandelen 30% van het totaal uitmaakt.

## Geschiedenis
De geschiedenis van een voorloper van de Rémy Cointreau Group gaat terug tot 1724. Cointreau & Cie werd in 1748 opgericht door de broers Cointreau. In 1925 werd E. Rémy Martin & Cie SA opgekocht door André Renaud en in 1965 nam André Hériard Dubreuil de aandelen over van zijn schoonvader. Tussen 1985 en 1988 werd het champagnemerk Piper-Heidsieck ingelijfd door Rémy Martin. De bedrijven E. Rémy Martin & Cie SA en Cointreau & Cie SA, in handen van de families Hériard Dubreuil en Cointreau, besloten in 1990 te fuseren.
In 2000 kwam Bols voor ruim 1,1 miljard gulden in handen van Rémy Cointreau. Bols als merknaam bleef behouden. Rémy Cointreau nam de aandelen over van de Amerikaanse investeringsmaatschappij CVC Capital Partners. De Frans-Nederlandse combinatie kreeg een omzet van bijna 2,5 miljard gulden. De fusie was van korte duur, in 2005 besloot het Franse bedrijf Bols weer af te stoten om zich te richten op de premiemerken zoals Rémy Martin. In 2006 werd Bols weer zelfstandig, via een buy out door het management en ABN AMRO Capital.
In 2011 verkocht Rémy Cointreau het belang in Piper-Heidsieck – Compagnie Champenoise aan Européenne de Participation Industrielle (EPI). De overnamesom, inclusief schulden, was zo'n €410 miljoen. De champagne activiteiten behaalden een omzet van €105 miljoen in het gebroken boekjaar tot 31 maart 2011.
In 2012 werd de whiskydistilleerderijen Bruichladdich op het eiland Islay voor £58 miljoen overgenomen.
In oktober 2016 bereikten Lucas Bols en Rémy Cointreau overeenstemming over een joint venture rond het likeurmerk Passoã. Rémy Cointreau brengt alle bedrijfsactiviteiten, merkrechten en voorraden van Passoã in en Bols zorgt voor het geld en levert de expertise van de likeur- en cocktailsector. Bols krijgt de zeggenschap en het hoofdkantoor komt in Frankrijk. Voor Bols betekent de transactie een uitbreiding van het merkenportfolio. De joint venture zal een jaaromzet hebben van €18 miljoen. In december 2020 nam Bols het belang van Remi Cointreau in de joint venture over voor €71,3 miljoen.